# Phedimus
Phedimus Raf., 1887 è un genere di piante succulente della famiglia delle Crassulacee.

## Tassonomia
Il genere comprende le seguenti specie
- Phedimus aizoon (L.) 't Hart
- Phedimus daeamensis T.Y.Choi & D.C.Son
- Phedimus ellacombeanus (Praeger) 't Hart
- Phedimus hybridus (L.) 't Hart
- Phedimus kamtschaticus (Fisch.) 't Hart
- Phedimus litoralis (Kom.) 't Hart
- Phedimus middendorffianus (Maxim.) 't Hart
- Phedimus obtusifolius (C.A.Mey.) 't Hart
- Phedimus odontophyllus (Fröd.) 't Hart
- Phedimus × pilosus (S.B.Gontch. & Koldaeva) J.M.H.Shaw
- Phedimus rhodocarpus (V.V.Byalt & Sun-Den-Kho) A.A.Gontch.
- Phedimus selskianus (Regel & Maack) 't Hart
- Phedimus sichotensis (Vorosch.) 't Hart
- Phedimus sikokianus (Maxim.) 't Hart
- Phedimus spurius (M.Bieb.) 't Hart
- Phedimus stellatus (L.) Raf.
- Phedimus stevenianus (Rouy & E.G.Camus) 't Hart
- Phedimus stolonifer (S.G.Gmel.) 't Hart
- Phedimus subcapitatum (Hayata) S.S.Ying
- Phedimus yangshanicus Z.Chao